# Hygiainon
Hygiainon ou Hygiaeon (grec ancien Ὑγιαίων, Hygiaíōn) règne sur le royaume du Bosphore d'environ 220/210 à 200 av. J.-C.

## Règne
La place d'Hygiainon ou Hygiaeon dans la chronologie du royaume du Bosphore demeure encore imprécise, et son gouvernement est parfois reculé jusque vers 150 av. J.-C..
On considère désormais généralement que Hygiaeon succède à Leucon II. Il ne prend pas le titre de roi mais celui d'archonte (grec árchōn) ; sur ses monnaies qui reprennent le type des pièces d'or de Lysimaque, il apparaît sans diadème royal avec la légende « ἄρχοντος Ὑγιαίοντος ». Hygiaion n'est peut-être pas un Spartocide.